# Autobahnkreuz Aachen
Das Autobahnkreuz Aachen (Abkürzung: AK Aachen; Kurzform: Kreuz Aachen) ist ein Autobahnkreuz in Aachen in Nordrhein-Westfalen. Es verbindet die Bundesautobahn 4 (Aachen – Eisenach – Görlitz; E 40, E 314) mit der Bundesautobahn 44 (Aachen – Kassel – Eisenach) und der Bundesautobahn 544 (Stadtautobahn Aachen).

## Geografie
Das Autobahnkreuz liegt auf dem Stadtgebiet von Aachen, unmittelbar an der Stadtgrenze zu Würselen im Nordosten und Eschweiler im Osten. Nächstgelegene Ortsteile sind Verlautenheide, Sankt Jobs, Broichweiden und Nirm. Es befindet sich etwa 6 km nordöstlich der Aachener Innenstadt, etwa 55 km westlich von Köln und etwa 45 km südwestlich von Mönchengladbach.
Alle drei Autobahnen beginnen wenige Kilometer westlich bzw. südwestlich des Kreuzes, wodurch es zufällig an der A 4, der A 44 sowie der A 544 einheitlich mit der Nummer 4 bezeichnet ist.

## Geschichte
Die Geschichte des Aachener Kreuzes sowie der kreuzenden Autobahnen ist eine wechselhafte und beginnt 1939 mit dem Bau der damaligen A 15 als Verbindung zwischen Köln und Aachen, deren Abschnitt zwischen Verlautenheide und Eschweiler (2007 umbenannt in Eschweiler-West) 1941 fertiggestellt wurde. Bis 1958 wurde die Strecke bis zum Europaplatz verlängert. Erst 1963 entstand das Aachener Kreuz mit dem Bau der A 201 in Richtung Belgien, die 1964 bis zur belgischen Grenze bei Lichtenbusch freigegeben wurde, bereits als  „Kleeblatt“ ausgebaut. 1970 erfolgte die Verkehrsübergabe des Abschnitts zwischen dem Kreuz und der niederländischen Grenze bei Vetschau als A 71. Später wurde die heutige A 544 in A 75 umbenannt. Mit der Umbenennung der deutschen Autobahnen 1974 wurde die A 71 und A 15 zur heutigen A 4, die A 201 zur A 44 und die A 75 zur A 580 und später in A 544 umbenannt. Von 1968 bis 1973 endete die autobahnähnliche vierstreifige Bundesstraße 1 bzw. Ersatzbundesstraße 1 (EB 1) an der heutigen Anschlussstelle Begau, bevor sie bis Mönchengladbach als Autobahn verlängert wurde.

## Ausbauzustand

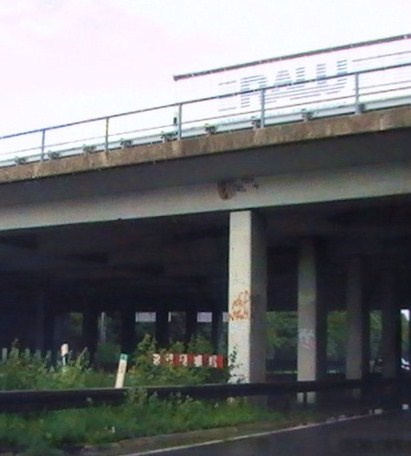
Brücke des Autobahnkreuzes vor den Umbauarbeiten (2008)

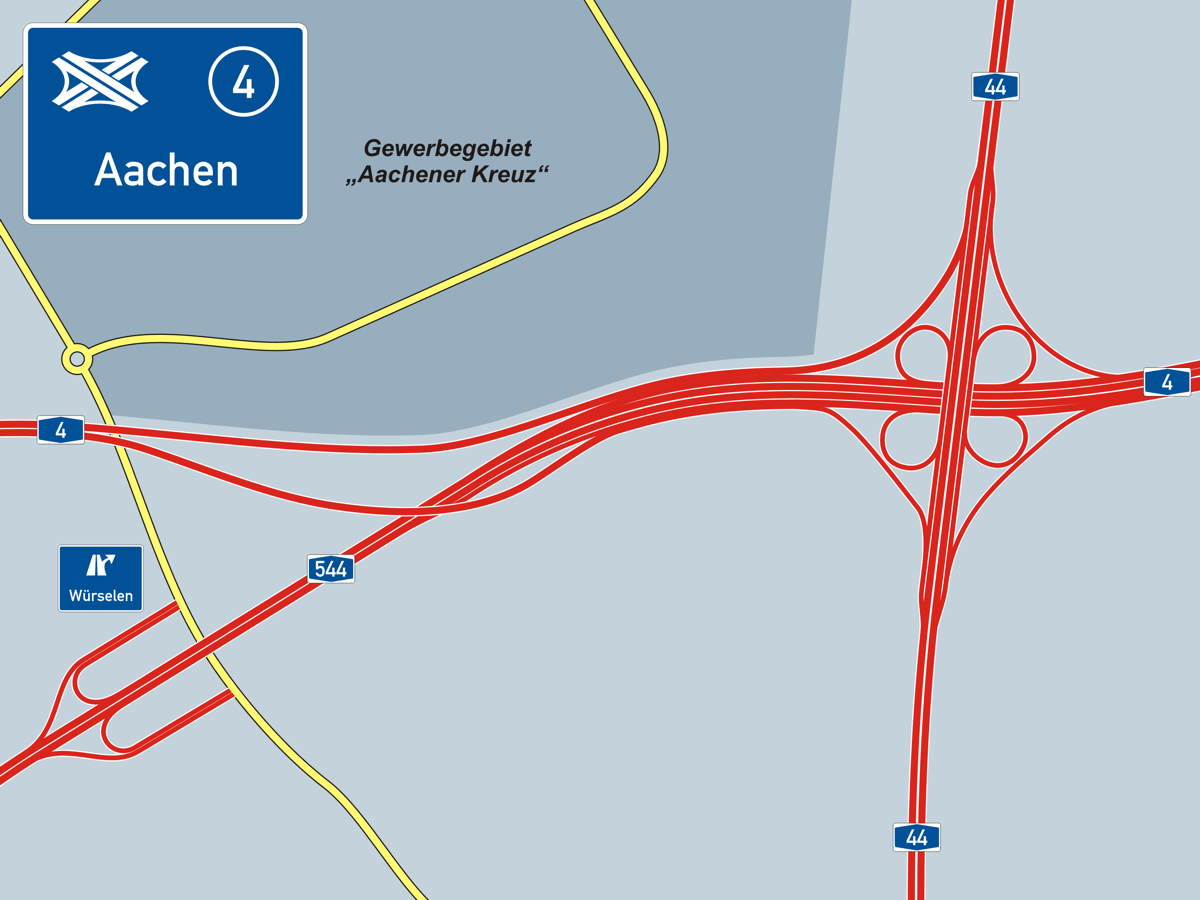
Schema des Autobahnkreuzes Aachen vor dem Umbau

Alle Autobahnen waren im Bereich des Kreuzes vierstreifig ausgebaut. Die direkt geführten Verbindungsrampen sowie die Parallelfahrbahnen der A 4 sind zweistreifig, ebenso wie die Tangente von der A 44 aus Richtung Krefeld auf die A 4 in Richtung Niederlande. Alle anderen Rampen sind einstreifig.
Dieses System ist für den heutigen Verkehr, vor allem in den Morgen- und Nachmittagsstunden, nicht mehr zeitgemäß. Es häufen sich Verkehrsstaus und Unfälle. Um den Hauptverkehrsströmen besser gerecht zu werden und die hohe Zahl von Unfällen zu verringern, wurde das Kreuz um- und ausgebaut. Der Baubeginn war ursprünglich im Sommer 2007 geplant, musste jedoch wegen fehlender landwirtschaftlicher Ausgleichsflächen verschoben werden.

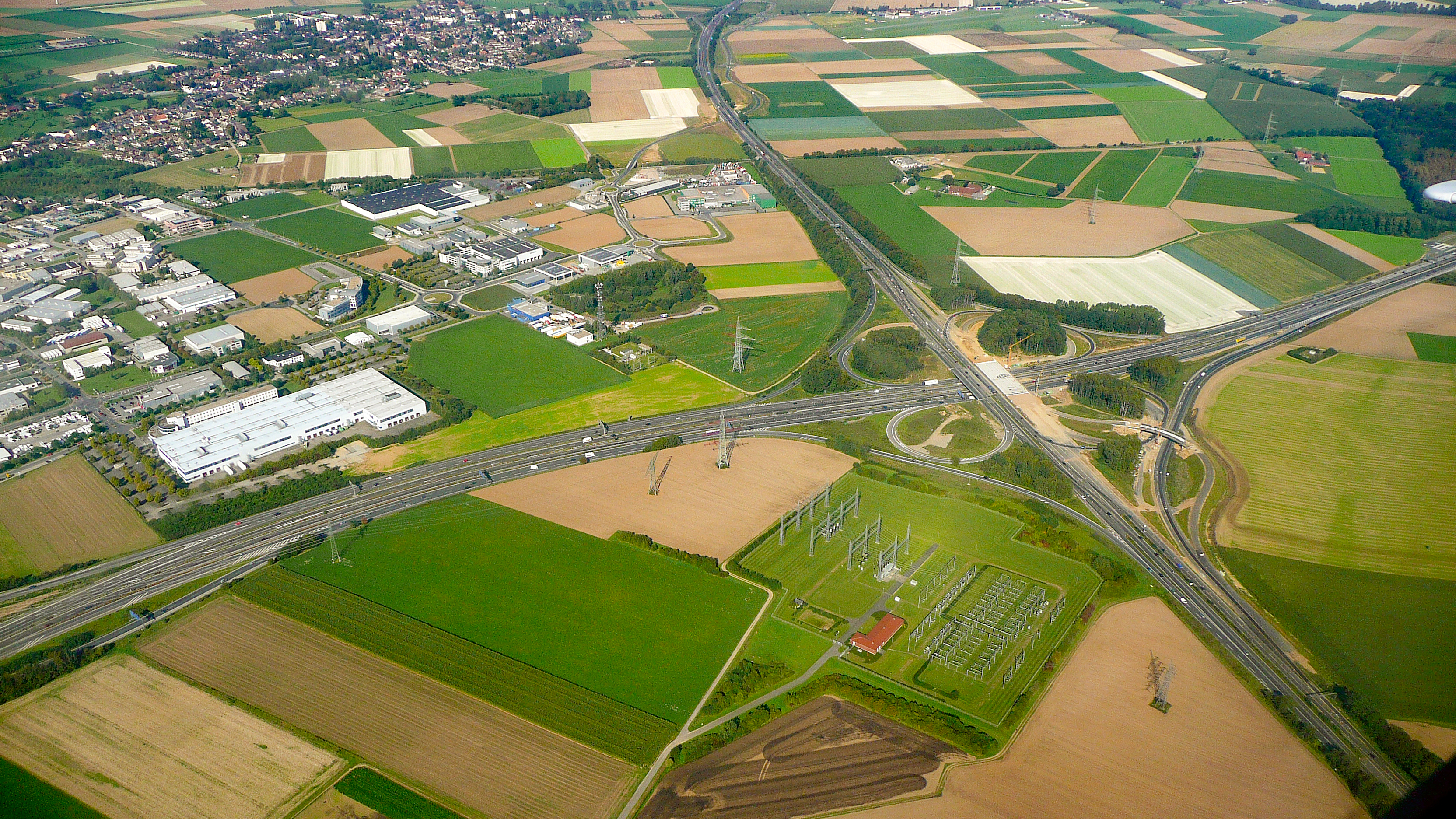
Luftaufnahme vom Aachener Kreuz während der Bauarbeiten im September 2011

Der Ausbau des Kreuzes begann am 18. September 2009 und endete am 12. November 2021. 2005 lagen die veranschlagten Baukosten bei etwa 40 Mio. €. Die Finanzierung konnte letztlich durch Mittel aus dem Konjunkturpaket II gesichert werden. Die gesamten Baukosten beliefen sich am Ende auf 152 Mio. €. Ursprünglich sollte der Umbau 2015 abgeschlossen werden, jedoch stellte man bei Nachuntersuchungen fest, dass die Verbindungsbrücke von der A4 aus den Niederlanden über die A544 (Überflieger) ebenfalls erneuert werden muss.
Seit dem Umbau, der in sieben Bauabschnitten erfolgte, ermöglichen zusätzliche Brücken und Unterführungen einen schnelleren und einfacheren Autobahnwechsel. Die Hauptachse (Ost-West) wurde von zehn auf 17 Fahrspuren ausgebaut. Zudem wurde in erheblichem Maße der Lärmschutz erweitert.
Außerdem wird im Zuge der Erneuerung des AK Aachen bis 2024 die A 44 zwischen dem Autobahnkreuz und der Anschlussstelle Broichweiden auf sechs Fahrspuren erweitert.
Die an der Anschlussstelle Würselen gelegene L 23 (Verlautenheidener Straße) soll als Ortsumgehung von Verlautenheide nach Osten verlegt werden und zwischen dem West- und Ostteil das Autobahnkreuz queren. Dieses Vorhaben wurde jedoch bisher nicht umgesetzt.

## Besonderheiten
Was als Autobahnkreuz Aachen bezeichnet wird, ist eigentlich ein Autobahn-Fünfeck mit zwei eigenen Verkehrsknotenpunkten: Ein klassisches „Kleeblatt-Kreuz“ an der A 4/A 44 sowie eine Autobahngabelung an der A 4/A 544. Trotz des Zusammentreffens von fünf Autobahnsträngen waren zu deren Verbindung in den sechziger Jahren lediglich zwei Brückenbauwerke notwendig. Dies hat sich jedoch mit dem jüngsten Ausbau verändert, da für diesen zusätzliche Brückenbauwerke errichtet werden mussten.
Zwischen der A 544 und dem westlichen Teil der A 4 aus und in Richtung Niederlande besteht keine direkte Verbindung. Diese kann nur durch ein „Wenden“ in dem als „Kleeblatt“ ausgeführten Ostteil des Kreuzes hergestellt werden. Hierzu ist der Richtungsanzeige „Europaplatz“ zu folgen. (Eine Richtungsanzeige „Würselen“ aus Ost-West-Richtung kommend ist hier (im Juni 2017) nicht vorhanden.) Dadurch kann auch die nur wenige hundert Meter südwestlich an der A 544 liegende Anschlussstelle Würselen aus Richtung Niederlande nur über diesen Umweg genutzt werden. Eine entsprechende Halbanschlussstelle mit Anschluss vom Kreisverkehr L23/K30 an die A 4 ist angedacht, aber im Bundesverkehrswegeplan 2030 nicht enthalten.
Um aus Richtung Köln weiter auf der A 4 in Richtung Grenze zu fahren, war es vor dem Umbau notwendig, bereits am östlichen Teil des Kreuz Aachen auf die Parallelfahrbahn zu wechseln, bevor sich diese nach 1.400 m am westlichen Teil von der Hauptfahrbahn trennt. Da die Parallelfahrbahn als Anschlussbereich zur A 44 bzw. von dieser zur A 4 in Richtung Niederlande und zur A 544 dient, kann diese auch weiterhin vom Verkehr aus Köln in Richtung Niederlande genutzt werden. Nach dem Umbau kann der Verkehr aus Richtung Köln bereits seit Anfang 2017 auf drei Fahrspuren ohne Abzweigen auf der A 4 in Richtung Niederlande fahren.
Nach dem Autobahnkreuz ist auch das im Norden unmittelbar angrenzende Gewerbegebiet „Aachener Kreuz“ bei Broichweiden sowie ein gleichnamiges Hotel in Würselen benannt. Hier befindet sich auch das Straßenverkehrsamt der Städteregion Aachen.
Voraussichtlich ab 2025 treffen die beiden Autobahnen 4 und 44 im zirka 370 km entfernten Dreieck Wommen (37a) im nordhessischen Werra-Meißner-Kreis bei Herleshausen wieder aufeinander.

## Anschlussstellen
|                                     | (5a) Broichweiden Richtung Aldenhoven |                                     |
| (3) Aachen-Zentrum Richtung Heerlen |                                       | (5a) Eschweiler-West Richtung Düren |
| (3) Würselen Richtung Aachen        | (3) Aachen-Brand Richtung Eupen       |                                     |

## Verkehr
Das Kreuz Aachen ist der zentrale Verkehrsknoten in der Städteregion Aachen, insbesondere für die Stadt Aachen, da hier alle durch das Stadtgebiet verlaufenden Autobahnen aufeinandertreffen. Für den Verkehr zwischen Belgien, Nordfrankreich und den südlichen Niederlanden in die Metropolregion Rhein-Ruhr und ins Rhein-Main-Gebiet ist das Autobahnkreuz von enormer Bedeutung und entsprechend stark frequentiert. Besonders der Güterverkehr zu den belgischen Seehäfen und zum Flughafen Lüttich hat in den letzten Jahrzehnten stark zugenommen.
Das Kreuz wird täglich von rund 160.000 Fahrzeugen befahren.
| Von                     | Nach                     | Durchschnittliche tägliche Verkehrsstärke | Anteil Schwerlastverkehr |
| ----------------------- | ------------------------ | ----------------------------------------- | ------------------------ |
| AS Aachen-Zentrum (A 4) | AK Aachen                | 52.300                                    | 13,8 %                   |
| AK Aachen               | AS Eschweiler-West (A 4) | 69.300                                    | 16,2 %                   |
| AS Aachen-Brand (A 44)  | AK Aachen                | 47.800                                    | 16,0 %                   |
| AK Aachen               | AS Broichweiden (A 44)   | 53.800                                    | 08,3 %                   |
| AS Würselen (A 544)     | AK Aachen                | 99.200                                    | 09,8 %                   |